# 野沢祐一
野沢 祐一（のざわ ゆういち、1957年7月9日 - ）は、新潟県出身のテレビリポーター。元：圭三プロダクション所属、B型。
立正大学文学部哲学科卒業後、圭三プロダクション入社。主にテレビ番組のリポーターなどで活躍。2007年9月まで「ザ・ワイド」（日本テレビ・読売テレビ）リポーター。同10月から「ワイド!スクランブル」（テレビ朝日）レポーター｡
高校2種・中学1種教員免許、普通自動車運転免許、小型二輪免許あり。